# جوان كونت
جوان كونت (بالإنجليزية: Joanne Conte)‏ هي سياسية مستقلة أمريكية، ولدت في 18 أكتوبر 1933، وتوفيت في 27 يناير 2013.